# 滑車
滑車（かっしゃ、英: pulley）とは、中央に1本の軸を持つ自由回転可能な円盤（索輪）と、その円盤を支持して他の物体に接続するための構造部とで構成される機構であり、円盤外周部に接する棒状物または索状物の方向を案内する目的のほか、索状物の張力を他の物体に伝達したり　索状物へ張力を与える目的に用いる器具である。
ロープ、ケーブル、ベルト、あるいは鎖などの柔軟性を持った索状物を円盤の周囲にかけて使う場合には、円盤外周に沿って2つのフランジとその間に溝を設けて索状物が逸脱しないようにするのが一般的である。力の方向を変えたり、引張力を伝達するだけではなく、機械的倍率を向上させるのにも多用されている。5種類ある単純機械の1つである。英語では複数の滑車を組み合わせた装置を "block and tackle" と呼ぶが、日本語では「滑車装置」あるいは「複滑車」「組み合わせ滑車」などと呼ぶ。

## 定義
一般的には、索状物に接して回転する円盤状回転輪全般が押し並べて「滑車」と呼ばれているが、日本産業規格（JIS）や労働安全衛生法およびその関連規則の規定を根拠とすれば、軸または軸受とは滑動関係にあり、ロープの流動に伴って受動的に回転する円盤状回転輪単体および、円盤状回転輪に他の物体へ張力を伝達する構造を付加した器具が「滑車」であるといえる。
機械や自動車などで、回転動力を伝達する目的でエンドレスベルトを駆動しているベルト車や、ベルトの運動を受け取って回転力を取り出すベルト車はJISで「プーリー」と規定されており、これらは滑車の範疇には含まれない。

## 名称について
欧米では、ブロック (block)、タックル (tackle)、シーブ (sheave)、プーリー (pulley) と言う。日本の産業界では古くから綱や縄を案内する溝を設けた円盤状回転輪を「索輪」（さくりん）と称しており、材質面では金属製のものを「金車」（きんしゃ）、木製のものを「木車」（もくしゃ）と略称している例が多い。近年、軽荷重用途で多用されている金属フレームに合成樹脂製の索輪を組み合わせたものは「プラ金車」と称呼されている。
現在日本の産業界では、索状物を案内する外周部溝を具備した索輪単体をシーブ(sheave)と称呼し、複数のシーブを組み合わせたものや他の物体と結合するためのブラケット、フレーム、フック、アイなどを具備したものをブロック (block) と称呼するのが一般的である。また、ブラケットまたはフレームの側面に開閉可能な蓋を設けて索状物の途中で掛け外し可能な構造のものを「スナッチブロック」と称呼している。
ロープ式エレベーターや索道などで、原動機およびブレーキ装置の軸に結合していて回転力を伝達して走索や曳索を駆動するシーブを、トラクション・シーブ（traction sheave）と称呼しているメーカーが多いが、索道施設に関する技術上の基準を定める 省令では、これを「原動滑車」と規定している。原動滑車は索道の駆動輪に限定した特殊な複合名詞であり、一般的な「滑車」と混同しない注意が必要である。

## ロープと滑車の滑車装置
ロープと滑車を使った滑車装置はロープを引っ張る線形な力（張力）を何らかの負荷に伝達して、その負荷を（重力に対抗して）引っ張ることを目的とする。単純機械の1つに数えられることが多い。
単純な滑車装置では、摩擦を無視すれば機械的倍率を滑車の個数から計算できる。一方の端が固定されていないロープにかかる張力は一定であり、滑車と滑車の間に張っているロープをそれぞれ1本と数えると、機械的倍率は負荷を引っ張っているロープの本数に等しい。たとえば下の図3では、ロープの一端が負荷に繋がっていて、そのロープで支えられた滑車も負荷に繋がっている。そのため、全部で3本のロープで負荷を支えていることになる。ロープの固定されていない端に100 kgの張力をかければ、3本のロープそれぞれが100 kgの力を発揮し、全体として300 kgの負荷を支えることができる。つまり機械的倍率は3である。
負荷にかかる力は機械的倍率によって増加する。しかし、その負荷を移動させる場合、ロープの固定されていない端を引っ張った距離に対して負荷自体が移動する距離は逆に短くなる。大きな負荷を支えられるロープよりも細いケーブルの方が扱いやすいことから、ウィンチで物を引っ張る際に滑車装置による機械的倍率を適用することがよくある（たとえば、クレーンにみられる）。
滑車装置は機械的倍率が整数になる唯一の単純機械である。
実際には滑車の数が増えると装置全体の効率は低下する。これは装置内でケーブルと滑車の間や滑車の回転機構に生じる摩擦が主な原因である。
滑車を誰がどこで発明したのかは分かっていない。滑車装置（複滑車）を初めて開発したのはアルキメデスだとプルタルコスが記している。プルタルコスによれば、アルキメデスは人を大勢乗せた戦艦を複滑車と自分の腕力だけで動かしたという。

### 取付方法の種類
滑車には取付方法により二つの呼称がある。

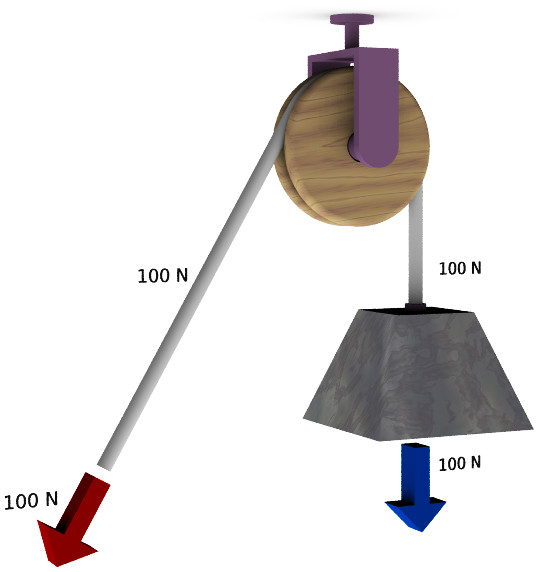
定滑車
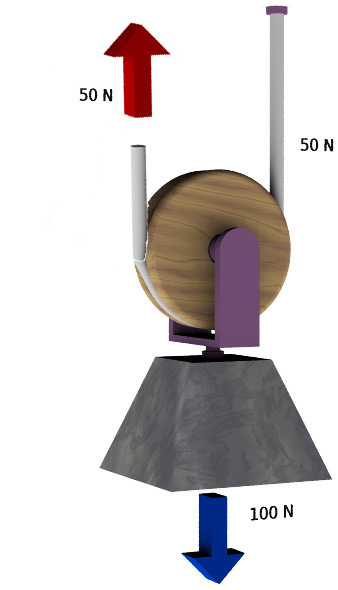
動滑車

定滑車（ていかっしゃ）
滑車の軸が固定されている。すなわち、軸はその場に固定されているか、何らかの形で繋ぎとめられている。定滑車はロープにかかる力の方向を変えるのに使われる。ロープの重さを考えない場合、定滑車の機械的倍率は1である。すなわち、ロープの両端にかかる力は同じである。
動滑車（どうかっしゃ）
滑車の軸は固定されていない。すなわち、その軸は自由に移動できる。滑車とロープの重さを考えない場合、動滑車は機械的倍率を2にする。ロープの一端が固定されており、もう一方の端を引っ張るとその力の2倍の重さの物体を持ち上げることができる。
複滑車（ふくかっしゃ）
定滑車と動滑車を組み合わせた滑車装置。それぞれの軸に複数の滑車があるものを block and tackle と呼び、さらに機械的に有利である。複合滑車で物を持ち上げる際の機械的倍率は2より大きい。

### 動作原理

図 1 - 滑車の方程式の基本。滑車の軸にかかる力 F は、その滑車を支えている線（ロープ）の両端にかかる張力の総和と等しく、平衡状態では両端の張力は等しい。
図 2 - 単純な滑車システム。単一の動滑車に重量 W の錘が釣り下がっている。線の両端にかかる張力は W/2 となる。したがって機械的倍率は2である。
図 2a - もう1つの単純な滑車システム。この場合、錘を引き上げる力が下に引っ張る力に変換されている。
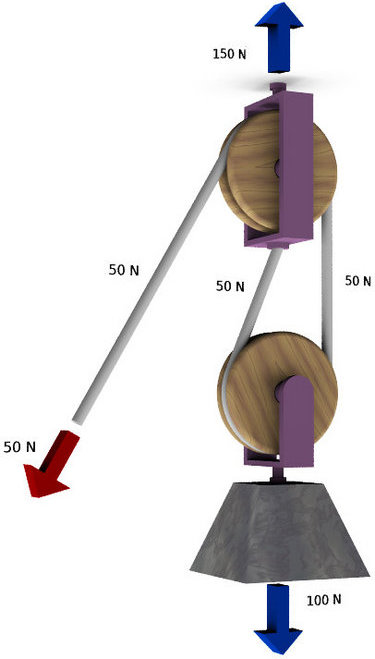
図 2a を block and tackle で実装する場合

滑車装置の最も単純な理論では、滑車と線（ロープ）に重さがないと仮定し、摩擦によるエネルギー損失もないと仮定する。また、引っ張っても線は伸びないと仮定する。
平衡状態では、動滑車にかかる力はゼロとする。すなわち、動滑車の軸にかかる力は両側の線に等しく分散して伝わることを意味する。これを示したのが図1である。線が平行でない場合でもそれぞれの線の張力は等しいが、方向が異なるためベクトルとして表した力の総和がゼロになる。
次に、錘（負荷）の重量とそれが移動した距離の積は、線を引っ張る力（張力）と引っ張った長さの積に等しい。持ち上げた重さを引っ張った力で割った値が滑車装置の機械的倍率である。
このように、滑車装置はなされる仕事の量を変化させない。仕事は力と距離の積である。滑車は力が少なくて済む代わりに距離を犠牲にしている。少ない力で負荷を持ち上げることができるが、所定の高さまで持ち上げるにはより長く引っ張る必要がある。
図2では、動滑車によって重量 W を半分の力で持ち上げることを可能にする。力（図1の赤い矢印）は線の両側に等しくかかり、その一方は天井に固定されている。この単純な装置では、力の方向と重量が移動する方向は同じである。この場合の機械的倍率は2である。重量を引き上げるのに必要な力は W/2 だが、所定の高さまで引き上げるのに2倍の長さの線を引き上げる必要がある。したがって、全体としてなされる仕事（力×距離）は同じである。
図2aでは2つ目の滑車（定滑車）が追加されており、単に力の方向を反転させている。機械的倍率は変化しない。

図 3 - 動滑車と定滑車で錘 W を吊り下げている滑車システム。それぞれの線にかかる張力は W/3 となる。機械的倍率は3。
図 3a - 図 3 と同様だが、引っ張る方向を下に変換している。機械的倍率は3のままである。
図 4a - さらに複雑なシステム。それぞれの線にかかる張力は W/4 となる。機械的倍率は4。
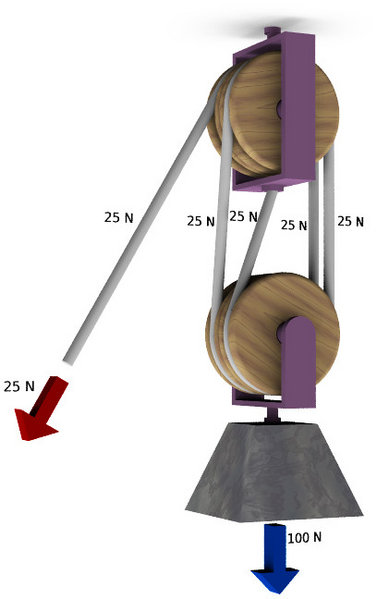
図 4b - 図 4a と同等な実装例 (block and tackle)。定滑車と動滑車それぞれについて、軸を共通化している。

定滑車を追加することで機械的倍率を向上させることもできる。図3では、定滑車を追加することで機械的倍率が3になっている。それぞれの線の張力は W/3 で、それぞれの滑車の軸にかかる力は 2W/3 である。図2aのようにさらに定滑車を追加することで力の方向を反転させることができるが、機械的倍率は変わらない。それを図3aに示す。
このように理想的な滑車を追加していけば、機械的倍率をどんどん向上させることができる。実際には滑車を増やせばその重量がかかるし、摩擦も増大する。したがって、現実の滑車装置には使用可能な滑車数の限界がある。図4aには機械的倍率が4の滑車装置を示している。天井への固定箇所がまとめられ、動滑車が1つの軸でまとめられた実用的な実装を図4bに示す。
滑車が少ない方が効率がよい場合もある。複滑車ではそれぞれの滑車やロープにかかる力が分散される点が最大の利点であり、それによって滑車やロープの耐えられる荷重を抑えつつ、大重量を持ち上げることができる。組み合わせ方によっては、滑車やロープにかかる力がそれぞれの場所で異なることもある。block and tackle では基本的にロープは1本であり、定滑車と動滑車をそれぞれ同じ軸に実装可能という利点がある。

## 代表的な応用例
滑車はあくまでも索状物の移動に伴い受動的に回転するものであり、軸を介して回転動力を授受伝達するものは「滑車」ではない。
古くから船舶分野をはじめ、世界各地で井戸の上屋に取り付けて、釣瓶の縄をそこに通すことで釣瓶を引き上げやすくするなどに使われている。そのほか、釣り上げ式の城門や跳ね橋などの開閉などにも利用されてきた。近年では クレーン、 デリック、エレベーター、ロープウェイやケーブルカーなどの索道に応用されている。

## 滑車の規格と関係法令
もっぱら人力で張力をかけて使用するもの、労働行為以外の個人的用途で用いるもの、極めて軽荷重の用途（おもちゃや釣具など）で破損による危険性の低いものは規格等は定められておらず、法令規制なども受けないが、労働行為で用いるもの、動力機械装置で張力をかけるものは労働安全衛生法および関連規則、日本産業規格（JIS）に適合した構造と強度を具備したものを用いなければならない。
クレーン、デリック、貨物用または作業用エレベーター等で用いる滑車は労働安全衛生法・クレーン等安全規則の規定に適合した構造と強度を具備したものを用いなければならない。
建築物に付帯する乗用エレベーターで用いる滑車は建築基準法および同施行令の規制を受ける。
一定規模以上の船舶に積載される揚貨装置（船舶クレーンやデリック）や荷役装置で用いる滑車類は、船級協会の規格に適合していないと、寄港地国の法令によって接岸荷役作業および入港を禁止される場合がある。
JISでは、性能維持と安全確保のために多種多様なシーブや滑車について規定している。法令や規則の適用を受けない用途であっても、粗悪品の排除と事故防止の観点からJISに適合した滑車を採用するのが望ましい。

## ベルトドライブ

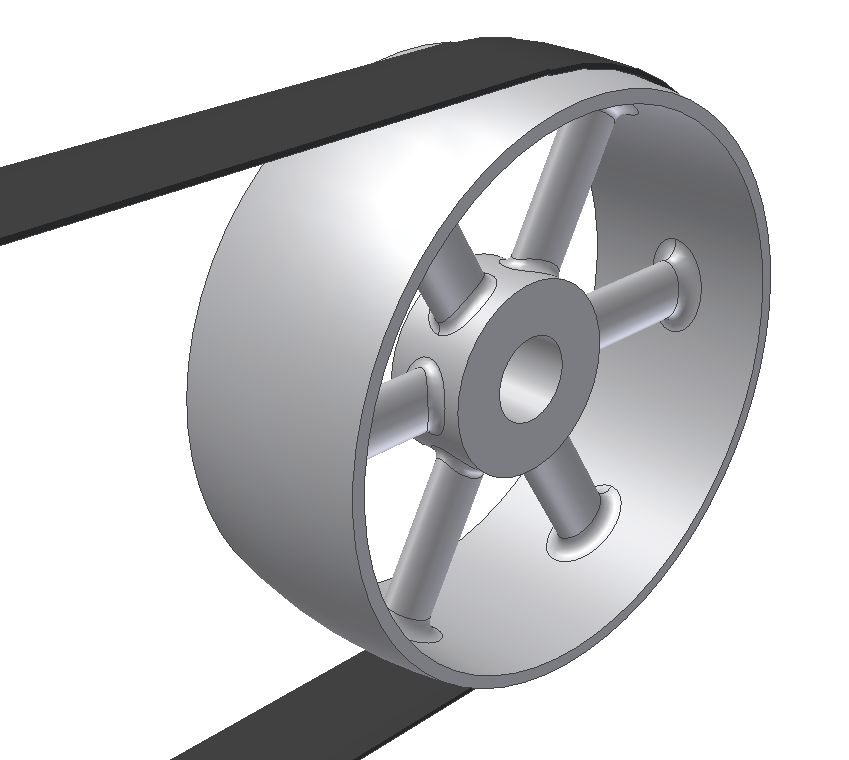
平ベルトとドラム

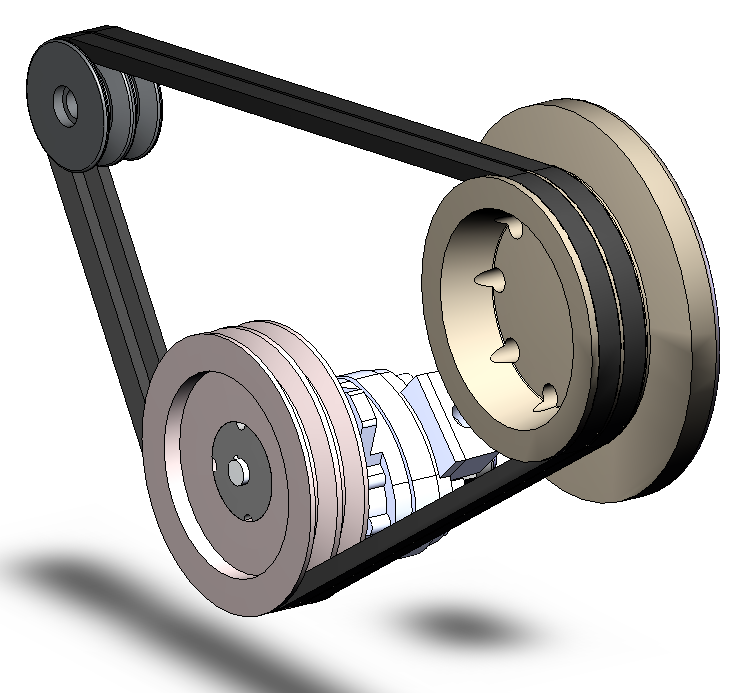
ベルトとプーリーを用いた動力伝達装置

索輪（プーリー、ドラム）と軸が回転自由な関係であり、ベルトの方向を変えるだけで回転軸力を伝達しない索輪であれば「滑車」と分類できるが、索輪と軸が接合されていて、軸を介して索輪回転力を他へ伝達する場合は輪軸を応用した動力伝達装置になる。
ベルトとプーリーのシステムは1つのベルトに2つ以上のプーリーが対応していることを特徴とする。これによりプーリーの軸と軸の間で回転力・トルク・速さを伝達でき、それぞれのプーリーの径が異なる場合は機械的倍率も変化させることができる。
ベルトドライブはチェーンドライブに似ているが、この場合のプーリーは表面が滑らかで、プーリーとプーリーの径の比率が機械的倍率にほぼ相当し、チェーンドライブのように歯車の歯数の比のように正確に倍率を設定できない（チェーンドライブでは歯車とチェーンをかみ合わせるため、離散的に歯車の1歯ずつ動かすといったことが可能だが、ベルトドライブは一般にそれができない）。
フランジと溝を持たないドラム型プーリーの場合、平ベルトをその中央に保つためにやや凸面にしておくことが多い。これを「クラウンプーリ」と呼ぶ。これは、アップライト型掃除機でブラシを回転させる機構やベルトコンベアーの駆動輪で使われている。